# Guitelia vuilleti
Guitelia vuilleti là một loài bọ cánh cứng trong họ Cerambycidae.